# エッシャウ
エッシャウ (ドイツ語: Eschau) はドイツ連邦共和国バイエルン州ミルテンベルク郡に属す市場町。

## 地理
エッシャウはバイエリシェ・ウンターマイン地方に位置する。

### 自治体の構成
この町は、公式には10の地区 (Ort) からなる。このうち小集落や孤立農場などを除く集落を以下に列記する。
- エッシャウ
- ホプバッハ
- ゾンメラウ
- ウンターアウレンバッハ
- ヴィルデンゼー
- ヴィルデンシュタイン

## 歴史
エッシャウは、1806年にアシャッフェンブルク侯領（フランクフルト大公）の陪臣であるヴィルデンシュタイン領主エアバッハ伯を介し、1814年に一旦オーストリア領となった後、すぐにバイエルン王国領となった。

### 人口推移
- 1970年: 3,395人
- 1987年: 3,891人
- 2000年: 4,145人

2008年1月2日現在の人口は4,213人で、人口構成は以下の通り。
- 6歳未満: 206人
- 6 - 14歳: 365人
- 15 - 17歳: 138人
- 18 - 24歳: 384人
- 25 - 29歳: 273人
- 30 - 49歳: 1,252人
- 50 - 64歳: 841人
- 65歳以上: 754人

## 行政
町長は、ゲルハルト・リュート (CSU) である。
議会は16議席からなる。

## 経済と社会資本

### 経済
1998年の公式統計によれば、この町で務める社会保険支払い義務のある被雇用者は、農林業に8人、製造業に332人、商業・交通業56人であった。この他の分野には135人の社会保険支払い義務のある被雇用者がいた。この町に住んでいる社会保険支払い義務のある被雇用者は合わせて1,478人であった。

## 引用
1. ↑  https://www.statistikdaten.bayern.de/genesis/online?operation=result&code=12411-003r&leerzeilen=false&language=de Genesis-Online-Datenbank des Bayerischen Landesamtes für Statistik Tabelle 12411-003r Fortschreibung des Bevölkerungsstandes: Gemeinden, Stichtag (Einwohnerzahlen auf Grundlage des Zensus 2011)
2. ↑  Bayerische Landesbibliothek Online
3. ↑  “Wahl des ersten Bürgermeisters - Kommunalwahlen 2020 im Markt Eschau - Gesamtergebnis”. 2021年4月22日閲覧。